# Olympische Sommerspiele 1980/Kanu – Einer-Kajak 500 m (Männer)
Die Wettkämpfe im Einer-Kajak über 500 Meter bei den Olympischen Sommerspielen 1980 wurden vom  30. Juli bis 1. August auf dem Ruderkanal Krylatskoje ausgetragen.
Es wurden drei Vorläufe, zwei Hoffnungsläufe, drei Halbfinals und ein Finale ausgetragen.
Olympiasieger wurde Uladsimir Parfjanowitsch aus der Sowjetunion.

## Ergebnisse

### Vorläufe
Die jeweils ersten drei Athleten qualifizierten sich für das Halbfinale. Der Rest für den Hoffnungslauf. 

#### Vorlauf 1
| Rang | Athlet              | Nation         | Zeit        |
| ---- | ------------------- | -------------- | ----------- |
| 1    | Frank-Peter Bischof | DDR            | 1:46,13 min |
| 2    | Milan Janić         | Jugoslawien    | 1:46,62 min |
| 3    | Patrick Lefoulon    | Frankreich     | 1:47,10 min |
| 4    | Jorge Colome        | Kuba           | 1:49,63 min |
| 5    | Declan Burns        | Irland         | 1:50,08 min |
| 6    | Grayson Bourne      | Großbritannien | 1:51,80 min |
| 7    | Helmut Lehmann      | Schweiz        | 1:52,02 min |

#### Vorlauf 2
| Rang | Athlet                   | Nation           | Zeit        |
| ---- | ------------------------ | ---------------- | ----------- |
| 1    | Uladsimir Parfjanowitsch | Sowjetunion      | 1:44,80 min |
| 2    | Anders Andersson         | Schweden         | 1:46,46 min |
| 3    | Grzegorz Śledziewski     | Polen            | 1:47,17 min |
| 4    | Felix Masár              | Tschechoslowakei | 1:47,33 min |
| —    | Wolfgang Hartl           | Österreich       | DNS         |
| —    | Oreste Perri             | Italien          | DNS         |
| —    | Herminio Menéndez        | Spanien          | DNS         |

#### Vorlauf 3
| Rang | Athlet          | Nation      | Zeit        |
| ---- | --------------- | ----------- | ----------- |
| 1    | John Sumegi     | Australien  | 1:44,45 min |
| 2    | Vasile Dîba     | Rumänien    | 1:45,45 min |
| 3    | Ian Ferguson    | Neuseeland  | 1:46,02 min |
| 4    | Zoltán Sztanity | Ungarn      | 1:46,36 min |
| 5    | Jan Baaijens    | Niederlande | 1:49,21 min |
| 6    | Theo Classens   | Belgien     | 1:51,61 min |
| —    | Iwan Manew      | Bulgarien   | DNS         |

### Hoffnungsläufe
Die ersten drei Boote der Hoffnungsläufe erreichten die Halbfinals.

#### Hoffnungslauf 1
| Rang | Athleten       | Nation         | Zeit        |
| ---- | -------------- | -------------- | ----------- |
| 1    | Grayson Bourne | Großbritannien | 1:47,39 min |
| 2    | Jan Baaijens   | Niederlande    | 1:47,79 min |
| 3    | Theo Classens  | Belgien        | 1:48,13 min |
| 4    | Jorge Colome   | Kuba           | 1:48,48 min |

#### Hoffnungslauf 2
| Rang | Athleten        | Nation           | Zeit        |
| ---- | --------------- | ---------------- | ----------- |
| 1    | Zoltán Sztanity | Ungarn           | 1:48,06 min |
| 2    | Felix Masár     | Tschechoslowakei | 1:48,61 min |
| 3    | Helmut Lehmann  | Schweiz          | 1:49,94 min |
| 4    | Declan Burns    | Irland           | 1:53,65 min |

### Halbfinalläufe
Die ersten drei Boote der Halbfinals erreichten das Finale.

#### Halbfinale 1
| Rang | Athleten            | Nation         | Zeit        |
| ---- | ------------------- | -------------- | ----------- |
| 1    | Frank-Peter Bischof | DDR            | 1:46,21 min |
| 2    | Ian Ferguson        | Neuseeland     | 1:46,87 min |
| 3    | Anders Andersson    | Schweden       | 1:46,93 min |
| 4    | Grayson Bourne      | Großbritannien | 1:48,34 min |
| 5    | Helmut Lehmann      | Schweiz        | 1:51,60 min |

#### Halbfinale 2
| Rang | Athleten                 | Nation      | Zeit        |
| ---- | ------------------------ | ----------- | ----------- |
| 1    | Uladsimir Parfjanowitsch | Sowjetunion | 1:43,24 min |
| 2    | Vasile Dîba              | Rumänien    | 1:45,71 min |
| 3    | Zoltán Sztanity          | Ungarn      | 1:46,41 min |
| 4    | Patrick Lefoulon         | Frankreich  | 1:47,12 min |
| 5    | Theo Classens            | Belgien     | 1:49,72 min |

#### Halbfinale 3
| Rang | Athleten             | Nation           | Zeit        |
| ---- | -------------------- | ---------------- | ----------- |
| 1    | John Sumegi          | Australien       | 1:46,11 min |
| 2    | Milan Janić          | Jugoslawien      | 1:46,92 min |
| 3    | Felix Masár          | Tschechoslowakei | 1:47,11 min |
| 4    | Grzegorz Śledziewski | Polen            | 1:47,31 min |
| 5    | Jan Baaijens         | Niederlande      | 1:48,61 min |

### Finale
| Rang | Athlet                   | Nation           | Zeit        |
| ---- | ------------------------ | ---------------- | ----------- |
| 1    | Uladsimir Parfjanowitsch | Sowjetunion      | 1:43,43 min |
| 2    | John Sumegi              | Australien       | 1:44,12 min |
| 3    | Vasile Dîba              | Rumänien         | 1:44,90 min |
| 4    | Milan Janić              | Jugoslawien      | 1:45,63 min |
| 5    | Frank-Peter Bischof      | DDR              | 1:45,97 min |
| 6    | Anders Andersson         | Schweden         | 1:46,32 min |
| 7    | Ian Ferguson             | Neuseeland       | 1:47,36 min |
| 8    | Felix Masár              | Tschechoslowakei | 1:48,18 min |
| 9    | Zoltán Sztanity          | Ungarn           | 1:48,32 min |

## Weblink
- Ergebnisse